# Michał Rola-Żymierski

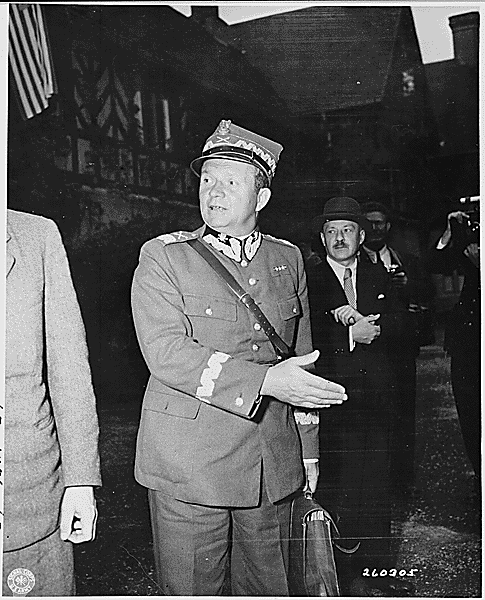
Michał Rola-Żymierski alla Conferenza di Potsdam il 24 luglio 1945

Michał Żymierski, vero nome Michał Łyżwiński, pseudonimo Rola (Cracovia, 4 settembre 1890 – Varsavia, 15 ottobre 1989), è stato un generale e politico polacco.

## Biografia
Nato come Michał Łyżwiński a Cracovia il 4 settembre 1890, nel 1910 iniziò gli studi di legge presso l'Università Jagellonica.
Nel 1914, allo scoppio della prima guerra mondiale, si unì alle Legioni polacche, formazioni indipendenti dell'esercito austro-ungarico, e si distinse in combattimento sul Fronte orientale. Abbandonò l'esercito austro-ungarico nel 1917, e ritornò a Cracovia dove completò gli studi di legge.
Nel 1918, successivamente alla fine del conflitto e all'indipendenza della Polonia, si arruolò nel ricostituito Esercito polacco e con esso prese parte alla Guerra polacco-sovietica. Dopo la fine della guerra andò a Parigi, dove si diplomò presso l'École spéciale militaire de Saint-Cyr. Dopo il suo ritorno fu promosso Generale e vice-capo dell'amministrazione dell'esercito. Durante il colpo di Stato del maggio 1926 di Józef Piłsudski, restò fedele al governo del Presidente Stanisław Wojciechowski, che tuttavia fu destituito.
Nel 1927 fu processato da una corte marziale e giudicato colpevole, anche se la veridicità delle accuse è controversa, di corruzione; per questo fu degradato a soldato semplice, espulso dalle Forze armate e condannato a cinque anni di reclusione.
Dopo il suo rilascio nel 1931 divenne un membro segreto del Partito Comunista di Polonia (KPP)e prese contatti con l'Nkvd. In seguito allo scioglimento del KPP per ordine di Stalin nel 1938, Żymierski si trasferì in Francia, ma ritornò in patria subito dopo l'inizio della seconda guerra mondiale, con l'invasione tedesca della Polonia, nel settembre 1939, per combattere nella Resistenza con l'Armia Ludowa, forza partigiana filosovietica. Nel 1944 divenne comandante dell'Armia Ludowa e fu nuovamente promosso, per decisione del governo comunista di Lublino, al grado di generale, diventando inoltre comandante delle Forze Armate Polacche dell'Est, frazione delle Forze Armate Polacche che combattevano sul Fronte orientale al fianco dell'Armata rossa, e Ministro della difesa del Governo provvisorio della Repubblica polacca.
Il 3 maggio 1945 fu proclamato Maresciallo di Polonia e il 9 agosto decorato con la massima onorificenza sovietica, l'Ordine della Vittoria.
Dopo la guerra fu responsabile delle repressioni contro ex-partigiani non comunisti, fino al 1949, quando fu sostituito nei suoi principali incarichi, incluso quello di Ministro della difesa (in questo caso da Konstantin Rokossovsky, generale sovietico polacco di nascita).
Nel 1953, durante la purghe del governo stalinista di Bolesław Bierut fu arrestato, ma rilasciato due anni dopo.
Dopo la morte di Bierut, Żymierski fu governatore della Banca Nazionale dal 1956 al 1967 e presidente onorario della Società dei Combattenti per la Libertà e la Democrazia (ZBoWiD), associazione di veterani satellite del Partito comunista.
Morì a Varsavia il 15 ottobre 1989 all'età di 99 anni.